# Анклам
Анклам (њем. Anklam) град је у њемачкој савезној држави Мекленбург-Западна Померанија. Једно је од 89 општинских средишта округа Остфорпомерн. Према процјени из 2010. у граду је живјело 13.737 становника.

## Историја
У раном средњем вијеку крај данашњег Анклама налазило се скандинавско и вендско насеље. За вријеме њемачке источне колонизације Анклам је основан на мјесту напуштеног вендског утврђења. Постао је члан Ханзе 1283. Иако је у то време био мален и неутицајан, припадност Ханзи омогућила му је да се обогати и просперира. Град је почео да назадује за вријеме и након Тридесетогодишњега рата. Око 20 година шведска и царска војска бориле су се за контролу над градом. Царска војска држала град је од 1627. до 1630, након чега шведска војска заузима град. Анклам је по окончању рата 1648. постао дио Шведске Помераније. Бранденбуршки кнез-изборник Фридрих Вилхелм заузео град је 1676. Након Великог сјеверног рата по одредбама мировног споразума 1720. јужни део града припао је Пруској, а мањи сјеверни дио остао је под контролом Шведске. Град је остао подијељен све до 1815. када цијела Западна Померанија постаје дио Пруске. Анклам је био готово потпуно разорен за време савезничког бомбардовања током 1943. и 1944. и за вријеме совјетске копнене офанзиве.

## Географија
Анклам се налази у савезној држави Мекленбург-Западна Померанија у округу Остфорпомерн. Град се налази на надморској висини од 5 метара. Површина општине износи 56,6 km². У самом граду је, према процјени из 2010. године, живјело 13.737 становника. Просјечна густина становништва износи 243 становника/km². Посједује регионалну шифру (AGS) 13059002.

### Међународна сарадња
| Мјесто | Држава  | Врста сарадње | Од    |
| ------ | ------- | ------------- | ----- |
| Хобров | Данска  | контакт       | 2000. |
|        | Шведска | партнерство   | 1994. |
|        | Пољска  | партнерство   | 1995. |
|        | Пољска  | партнерство   | 2000. |
| Нанту  | Кина    | партнерство   | 1997. |
| Извор  |         |               |       |